# Tossal de Sant Bartomeu
El Tossal de Sant Bartomeu és una muntanya de 341 metres que es troba al municipi d'Alpicat, a la comarca catalana del Segrià.